# Anette Hellwig
Anette Hellwig (* 9. Dezember 1970 in Berlin) ist eine deutsche Schauspielerin.

## Leben
Bereits 1988 spielte Hellwig die Hauptrolle in dem Kurzfilm Helle Nächte von Andrzej Wajda. Im Jahr 1992 machte sie ihren staatlich anerkannten Schauspielabschluss bei Die Etage in Berlin. Danach war sie in der Fernsehserie Unser Lehrer Doktor Specht zu sehen.
Ab 1991 folgten zahlreiche Auftritte in Kinoproduktionen, darunter in In weiter Ferne so nah (1992) von Wim Wenders und im Kurzfilm Das Leben danach – Himmlische Aussichten (1995). Das Leben danach – Himmlische Aussichten (1995) wurde ausgezeichnet – mit dem ersten Preis beim Internationalen Filmfestival Ecrans sans Frontieres. Der Film Die Reporterin, in dem sie die Hauptrolle spielte, erhielt 1993 den ersten Preis als aktuelles Fernsehspiel. Von 1999 bis 2000 war Hellwig als Insassin Sabine „Bine“ Sanders in der RTL-Justizserie Hinter Gittern – Der Frauenknast zu sehen.

## Filmografie (Auswahl)
- 1992–1993: Unser Lehrer Doktor Specht (13 Folgen)
- 1993: Stich ins Herz
- 1993: Liebling Kreuzberg
- 1994: Salto Postale
- 1994: Der Blaue
- 1995: Ach du Fröhliche
- 1995: Dr. Stefan Frank – Der Arzt, dem die Frauen vertrauen
- 1995: Freundschaft mit Herz
- 1995–1998: girl friends – Freundschaft mit Herz
- 1995–2005: Balko (3 Folgen)
- 1995: Aus heiterem Himmel (1 Folge)
- 1996: Mona M. – Mit den Waffen einer Frau
- 1996–2008: Der Alte (Fernsehserie), 5 Folgen
  - Folge 221: Schlüssel zum Mord (1996)
  - Folge 305: Tödliche Verstrickung (2005)
  - Folge 311: Racheengel (2006)
- 1996: Das Tor des Feuers
- 1996: Der Fremde (1 Folge)
- 1996: Kommissar Rex – Warum starb Romeo?
- 1996: Derrick (2 Folgen)
  - Folge 258: Frühstückt Babette mit einem Mörder? (1996)
  - Folge 265: Zeuge Karuhn (1996)
- 1996: Freunde fürs Leben
- 1997: Blumen aus Stein
- 1997: Falsche Liebe
- 1997: Duell zu dritt
- 1997: Tatort: Inflagranti
- 1998: Wolffs Revier
- 1998: Der dreckige Tod
- 1998: Feuerläufer – Der Fluch des Vulkans
- 1998: Ufos Ober Waterlow
- 1998: Ein Fall für zwei
- 1998: Papa, ich hol dich hier raus
- 1999: Polizeiruf 110: Kopfgeldjäger
- 1999: Das Mädchen aus der Torte
- 1999–2000: Hinter Gittern – Der Frauenknast (15 Folgen)
- 2000: Tatort – Bienzle und das Doppelspiel
- 2000: Nikola
- 2001: Die Bademeister – Busen, Beton, Bieralarm
- 2001: HeliCops – Einsatz über Berlin
- 2001–2007: Siska (4 Folgen)
- 2002, 2009: Die Rosenheim-Cops (2 Folgen)
- 2003: Tausche Firma gegen Haushalt
- 2003: Ehespiele
- 2003, 2011: SOKO Leipzig (2 Folgen)[1]
- 2004: Hausmeister Krause
- 2004: Leni Bluhm
- 2005: Familie Dr. Kleist
- 2006, 2010: Da kommt Kalle (2 Folgen)
- 2006: Siska[2]
- 2008: Teufelswerk